# 香農鎮區 (堪薩斯州艾奇遜縣)
香農鎮區（英語：Shannon Township）為位在美國堪薩斯州艾奇遜縣的鎮區。2010年美国人口普查中該鎮區人口有1,282人。

## 歷史
香農鎮區於1855年設立，為艾奇遜縣最初設立的三個鎮區之一。

## 地理
香農鎮區涵蓋面積137.0平方（52.9平方英里），位在縣治艾奇逊的北邊和西邊。

### 墓園
根據美國地質調查局的資料，此鎮區擁有5座墓園：
- 卡明斯墓園（Cummings Cemetery）
- 各各他山墓園（Mount Calvary Cemetery）
- 芒特弗農墓園（Mount Vernon Cemetery）
- 邁爾斯墓園（Myers Cemetery）
- 泰勒墓園（Taylor Cemetery）

### 溪流
通過此鎮區的溪流有：
- 迪爾溪（Deer Creek）
- 獨立溪（Independence Creek）

## 人口統計
根據2010年美國人口普查，香農鎮區人口有1,282人，人口密度為9.36人/平方公里。種族方面，97.35%為白人；0.31%為非裔美洲人；0.39%為美洲原住民；0.16%為亞洲人；0%為太平洋島民；0.31%為其他種族；另外有1,48%為兩個或以上的種族。而西班牙裔美國人或拉丁美洲人佔該鎮區人口的1.87%。

## 外部連結
- US-Counties.com
- City-Data.com （页面存档备份，存于）